# Bremen, Mexiko
Bremen är en ort i Mexiko.   Den ligger i kommunen Motozintla och delstaten Chiapas, i den sydöstra delen av landet, 900 km sydost om huvudstaden Mexico City. Bremen ligger 1 346 meter över havet och antalet invånare är 575.
Terrängen runt Bremen är kuperad åt sydväst, men åt nordost är den bergig. Runt Bremen är det tätbefolkat, med 343 invånare per kvadratkilometer. Närmaste större samhälle är Huixtla, 15,3 km sydväst om Bremen. I omgivningarna runt Bremen växer i huvudsak städsegrön lövskog.